# Field spaniel
A field spaniel[Nota] é uma raça descendente do spaniel inglês, criada através de cruzamentos para exposições, o que gerou animais de pernas mais curtas e dorso longo. Estas mudanças físicas retiraram do animal suas habilidades para o trabalho, o que quase levou à extinção da raça no fim da Segunda Guerra Mundial. Na década de 1960, novos cruzamentos, agora entre cockers ingleses e springer spaniels, garantiram o aumento de sua população. Fisicamente, é um cão que pode atingir os 23 kg, tem a pelagem sedosa, de aspecto brilhante e que varia entre três cores, além das malhadas em branco. Em relação ao adestramento, é visto como um animal de fácil aprendizado.